# Перевоз (Бодайбинский район)
Перево́з — посёлок в Бодайбинском районе Иркутской области России. Административный центр Жуинского муниципального образования.

## География
Расположен на правом берегу реки Жуя, напротив устья реки Хомолхо, в конце автодороги 25Н-092 в 150 км к северо-востоку от рабочего посёлка Кропоткин.

## История
На территории современного посёлка Перевоз исстари проживали эвенки. Охота на зверя, рыбная ловля и торговля пушниной давали им источник проживания.
В 1632 году в эти места пришёл русский отряд во главе с енисейским воеводой Петром Бекетовым.
19 сентября 1846 года в Олёкминском полицейском управлении были зарегистрированы первые золотые прииски: Спасский и Вознесенский. Этот день считается официальной датой открытия золота в Дальней Тайге. Начиная с этого момента посёлок Перевоз стал быстро развиваться, увеличивалась численность его населения.
18 марта 1923 года посёлок Перевоз стал административным центром Жуинского сельсовета.
В 1980 году в посёлке Перевоз были: больница на 20 мест, поликлиника, школа, 3 гостиницы, магазин промышленных товаров, продовольственный магазин, хлебный магазин, 2 хлебопекарни, 2 рабочие столовые, клуб со спортивным залом, интернат, овощехранилище, холодильник на 50 тонн, банно-прачечный комплекс.
На 1 января 2017 года в посёлке функционируют: детский сад на 50 мест, больница и поликлиника, досуговый центр, школа. Имеется мобильная связь Теле-2 и доступ в интернет.

## Население
| 2002 | 2010 | 2011 | 2012 |
| ---- | ---- | ---- | ---- |
| 1311 | ↘869 | ↘861 | ↘842 |